# 云南蕈树
云南蕈树（学名：Altingia yunnanensis）也称蒙自蕈树，是一种常绿乔木，为金缕梅科蕈树属下的一个种。其种加词 yunnanensis 意为“云南的”。